# Ilkley Open 2025
L'Ilkley Open 2025, chiamato anche Lexus Ilkley Open 2025 per motivi di sponsorizzazione, è stato un torneo di tennis professionistico. È stata la 10ª edizione del torneo maschile, facente parte della categoria Challenger 125 nell'ambito dell'ATP Challenger Tour 2024, con un montepremi di 148 000 €. È stata la 10ª edizione anche del torneo femminile, facente parte per la prima volta della categoria WTA 125 nell'ambito del WTA Challenger Tour 2025 con un montepremi di 115 000 $. Si è giocato dal 9 al 15 giugno 2025 sui campi in erba dell'Ilkley Lawn Tennis and Squash di Ilkley, nel Regno Unito.

## Torneo maschile

### Teste di serie
| Nazionalità | Giocatore           | Ranking* | Testa di serie |
| ----------- | ------------------- | -------- | -------------- |
| Polonia     | Kamil Majchrzak     | 96       | 1              |
| Stati Uniti | Brandon Holt        | 101      | 2              |
| Regno Unito | Billy Harris        | 102      | 3              |
| Croazia     | Marin Čilić         | 104      | 4              |
| Stati Uniti | Christopher Eubanks | 105      | 5              |
| Francia     | Térence Atmane      | 121      | 6              |
| Australia   | Tristan Schoolkate  | 128      | 7              |
| Spagna      | Martín Landaluce    | 145      | 8              |

* Ranking al 26 maggio 2025.

### Altri partecipanti
I seguenti giocatori hanno ricevuto una wild card per il tabellone principale:
- Jay Clarke
- Jack Pinnington Jones
- Henry Searle

I seguenti giocatori sono entrati in tabellone con il ranking protetto:
- Lloyd Harris
- Leandro Riedi

Il seguente giocatore è entrato in tabellone come special exempt:
- Colton Smith

Il seguente giocatore è entrato in tabellone come alternate:
- Alex Bolt

I seguenti giocatori sono passati dalle qualificazioni:
- Zachary Svajda
- Paul Jubb
- Murphy Cassone
- Oliver Crawford
- Borna Gojo
- Johannus Monday

## Torneo femminile singolare

### Teste di serie
| Nazionalità | Giocatore           | Ranking* | Testa di serie |
| ----------- | ------------------- | -------- | -------------- |
| Filippine   | Alexandra Eala      | 73       | 1              |
| Svizzera    | Viktorija Golubic   | 78       | 2              |
| Ucraina     | Julija Starodubceva | 81       | 3              |
| Australia   | Olivia Gadecki      | 91       | 4              |
| Francia     | Diane Parry         | 93       | 5              |
| Francia     | Léolia Jeanjean     | 100      | 6              |
| Croazia     | Antonia Ružić       | 101      | 7              |
| Canada      | Rebecca Marino      | 106      | 8              |

* Ranking al 26 maggio 2025.

### Altri partecipanti
Le seguenti giocatrici hanno ricevuto una wild card per il tabellone principale:
- Emily Appleton
- Amarni Banks
- Ranah Stoiber
- Mingge Xu

Le seguenti giocatrici sono passate dalle qualificazioni:
- Lizette Cabrera
- Ella McDonald
- Céline Naef
- Kyōka Okamura
- Amelia Rajecki
- Valentina Ryser

## Torneo doppio femminile

### Teste di serie
| Nazionalità | Giocatore         | Nazionalità | Giocatore        | Ranking* | Teste di serie |
| ----------- | ----------------- | ----------- | ---------------- | -------- | -------------- |
| Regno Unito | Harriet Dart      | Regno Unito | Maia Lumsden     | 141      | 1              |
| Regno Unito | Madeleine Brooks  | Australia   | Petra Hule       | 240      | 2              |
| Paesi Bassi | Isabelle Haverlag | Svizzera    | Simona Waltert   | 293      | 3              |
| Regno Unito | Alicia Barnett    | Francia     | Elixane Lechemia | 302      | 4              |

* Ranking al 26 maggio 2025.

### Altri partecipanti
La seguente coppia di giocatrici ha ricevuto una wild card per il tabellone principale:
- Amarni Banks /  Ranah Stoiber

## Campioni

### Singolare maschile
Tristan Schoolkate ha sconfitto in finale  Jack Pinnington Jones con il punteggio di 6(8)–7, 6–4, 6–3.

### Doppio maschile
Diego Hidalgo /  Patrik Trhac hanno sconfitto in finale  Charles Broom /  Ben Jones con il punteggio di 6–3, 6(8)–7, [10–7].

### Singolare femminile
Iva Jovic ha sconfitto in finale  Rebecca Marino con il punteggio di 6–1, 6–3.

### Doppio femminile
Isabelle Haverlag /  Simona Waltert hanno sconfitto in finale  Vitalija D'jačenko /  Eden Silva con il punteggio di 6–1, 6–1.